# Raymond Geoffroy
Raymond Geoffroy est un religieux franciscain provençal, ministre général de 1289 à 1295.

## Biographie
Raymond Geoffroy appartient à la branche directe des vicomtes de Marseille. Il est né avant 1246, date à laquelle il est mentionné dans le testament de son père, Burgondion de Trets. Il prend l'habit franciscain à Marseille, mais déclare avoir été éduqué au couvent d'Aix-en-Provence. Il est élu ministre général au cours du premier chapitre général de l'ordre à Rieti en 1289, en présence du pape Nicolas IV, la veille du couronnement de Charles II d'Anjou, roi de Naples, et sous l'influence probable de ce dernier. Au cours de son ministère général, il favorise les spirituels franciscains, en libérant de prison le groupe mené par Pierre de Macerata et en nommant Pierre de Jean Olivi enseignant au studium général de Montpellier. N'ayant que le grade de bachelier, il accède à la maîtrise en théologie lors du chapitre général de Paris en 1292, sans doute sous pression de Philippe le Bel. Pour lui faire quitter la tête de l'ordre, le pape Boniface VIII lui propose l'évêché de Padoue, ce qu'il refuse, après quoi il est contraint de renoncer au généralat. Jean de Morrovalle, de la Marche d'Ancône, est élu ministre général au chapitre d'Anagni de 1296. Proche de Louis d'Anjou depuis 1282, il est à ses côtés lors du décès du jeune évêque en 1297 et témoigne lors de son procès de canonisation. Il participe aux côtés des Spirituels de Languedoc aux débats engagés devant Clément V sur l'observance de la pauvreté et l'orthodoxie des écrits d'Olivi. Il se retire dans une résidence de sa famille et décède le 19 juin 1310.
Lecteur de Joachim de Fiore, il possède un exemplaire de la Concordia que lui a donné son parent, Guillaume Porcelet, seigneur de Fos. On lui attribue certains écrits alchimiques et astrologiques, dont l'authenticité reste à vérifier. Gian Luca Potestà a récemment suggéré qu'il pourrait être l'auteur d'une célèbre prophétie, l'Oraculum Cyrilli.